# Tsetsefliegen

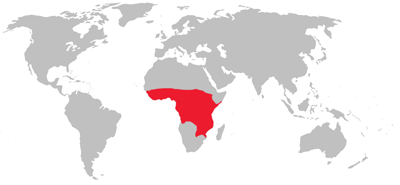
Verbreitungsgebiet der Tsetsefliegen

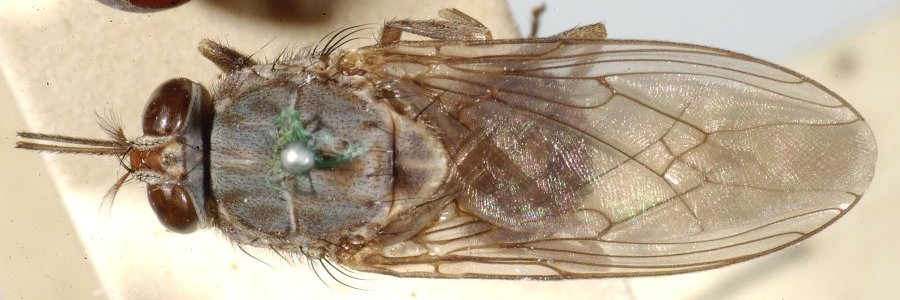
Präparat einer Tsetsefliege

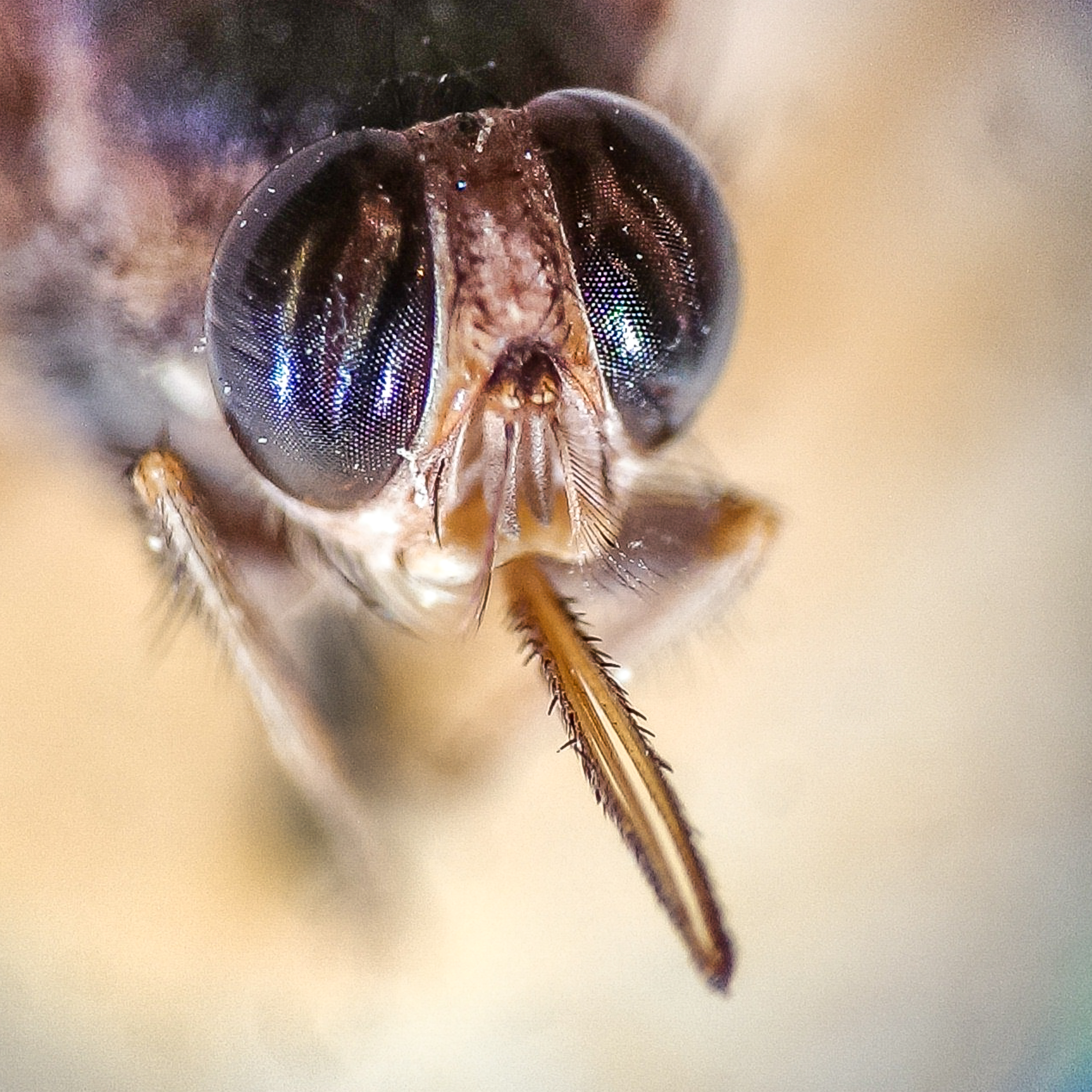
Kopf und Mundwerkzeuge von Glossina morsitans

Als Tsetsefliegen (Glossina), kurz auch Tsetse, vermutlich von Setswana tsêtsê („Fliege“), bezeichnet man die einzige Gattung aus der Familie der Zungenfliegen (Glossinidae). Die Fliegen sind in Afrika verbreitet, ernähren sich von menschlichem und tierischem Blut und übertragen die gefürchtete und als Schlafkrankheit bezeichnete Afrikanische Trypanosomiasis und bei Tieren die verwandte Nagana-Seuche. Insgesamt werden über 30 Arten und Unterarten der Tsetsefliegen unterschieden.

## Merkmale
Es handelt sich um kleinere bis mittelgroße Fliegen (6–14 mm) mit einem relativ schmalen Körper. Charakteristisch ist die Haltung der Flügel, welche beim Sitzen in Ruhestellung, wie bei einer Schere, der Länge nach auf dem Hinterleib genau übereinandergelegt werden und dabei eine Zungenform („Glossa“ von altgriechisch γλῶσσα glō̂ssa „Zunge, Rede, Sprache“) bilden. Davon ist auch die Gattungsbezeichnung abgeleitet. Durch diese Flügelhaltung kann die Tsetsefliege auch gut von anderen Fliegen unterschieden werden.
Der Rüssel ist eine feine, steife Hohlborste von der Länge des Rückenschildes, ohne Knickung und mit einer zwiebelförmigen Verdickung an der Basis. Die Fiederborste (Arista) der Antennen ist doppelt gefiedert, das heißt jede einzelne Fieder trägt wieder sekundäre Fiedern; außerdem ist bloß die Vorderseite der Arista befiedert.
Die Genitalien der Männchen weisen eine starke Hervorwölbung an der Unterfläche des letzten Hinterleibabschnittes (Hypopygium) auf.
Tsetsefliegen haben spezialisierte Zellen, die bakterielle, zum Teil zwingend notwendige (obligate) Endosymbionten enthalten, die sie für ihr Überleben brauchen. Dabei handelt es sich um die Arten Wigglesworthia glossinidia und Sodalis glossinidius. Hinzu können Bakterien der Art Wolbachia pipientis kommen, die als nicht unbedingt notwendige (fakultative) Symbionten (hier: ein Bakterium, das Nutzen aus einer gegenseitigen Lebensgemeinschaft zieht) betrachtet werden.

## Fortpflanzung und Entwicklung
Die Tsetsefliegen sind lebendgebärend (Larviparie). Bis zur Geburt wird die Larve im Abdomen untergebracht und dort, ähnlich wie auch bei den anderen Hippoboscoidea – Lausfliegen (Hippoboscidae) und Fledermausfliegen (Nycteribiidae mit Streblidae) – von einer „Milchdrüse“ 10 Tage ernährt (adenotrophische Viviparie).
In der Regenzeit bringen sie jedes Mal nur einen Nachkommen zur Welt: eine Larve von gelblich-brauner Farbe, die zwölf Segmente besitzt und schon fast so groß wie die Fliege selbst ist.
Bevorzugte Brutplätze sind schattige Bereiche, an denen die Larve im Boden abgelegt werden kann. Nach der Geburt bewegt sie sich lebhaft fort, sucht einen schützenden Ort auf, wo sie ihre Farbe ändert und sich nach circa 1 bis 2 Stunden in eine braunschwarze Puppe verwandelt. Nach circa 3 bis 4 Wochen (je nach den klimatischen Verhältnissen) schlüpft die junge Fliege. Der Ort der Larvenablage ist bei den einzelnen Arten unterschiedlich.

## Lebensweise
Die Tsetsefliegen sind tagaktiv und leben vorwiegend in dichten, feuchten Waldgebieten. Wichtige Arten wie beispielsweise Glossina morsitans leben auch unabhängig von größeren Oberflächengewässern in der offenen Buschsavanne. Die Tsetsefliegen stechen fast ausschließlich im Freien. Der Stich ist sehr schmerzhaft und kann daher nicht unbemerkt bleiben. Ihren Wirt nehmen Tsetsefliegen überwiegend mit den Facettenaugen wahr, ehe sie ihn anfliegen. Der Geruchssinn spielt wohl erst bei Annäherung an das Opfer eine Rolle.

## Krankheitsüberträger
Tsetsefliegen übertragen Trypanosomen, parasitische Einzeller, die Erreger verschiedener Krankheiten sind. So überträgt die Art Glossina palpalis die Schlafkrankheit des Menschen, Glossina morsitans außerdem die Naganaseuche bei verschiedenen Haustieren, besonders bei Pferden. Bei den Tsetsefliegen stechen sowohl Männchen als auch Weibchen, so dass beide Geschlechter Trypanosomen übertragen können.
In den Fliegen machen die Trypanosomen einen Formwandel und eine Vermehrungsphase durch. Etwa drei Wochen nach der Blutaufnahme kommt es zu einer Anreicherung der Trypanosomen in der Speicheldrüse der Fliegen. Beim Befall eines neuen Wirtes werden die Parasiten dann übertragen. Die Tsetsefliegen übertragen die einzelligen Parasiten sowohl auf den Menschen als auch auf viele Wild- und Haustiere, so dass ein breites Reservoir für den Erreger existiert und eine Ausrottung der übertragenen Krankheit unwahrscheinlich ist. In vielen Regionen des tropischen Afrika sind daher zahlreiche Menschen gefährdet, über 300.000 bereits infiziert und jedes Jahr werden 30.000 Neuinfektionen verzeichnet. Große volkswirtschaftliche Verluste verursachen Tsetsefliegen im tropischen Afrika auch bei der Rinderhaltung, denn in den betroffenen Gebieten fehlt es an Milch für die Ernährung der Kinder und an Rindern als Fleischlieferanten und Arbeitstiere.
Tsetsefliegen stechen nicht gezielt in ein Blutgefäß, wie es etwa die weiblichen Anopheles-Mücken tun. Sie erzeugen vielmehr mit ihren Mundwerkzeugen, ähnlich wie die Bremsen, eine Wunde, aus der sie Blut und Lymphe aufsaugen (so genannte Telmophagen). Dadurch sind sie in der Lage, auf der Haut sitzend das Blut fast aller Arten von Wirbeltieren zu nutzen. Im Falle einer Infektion entsteht an der Einstichstelle nach 3 bis 10 Tagen eine teigige, rötliche und schmerzhafte Schwellung, die nach etlichen Tagen oder Wochen von selbst heilt. Sie wird Trypanosomenschanker genannt und stellt das erste Stadium der Schlafkrankheit dar. Nach einigen Tagen oder erst nach Wochen und Monaten kommt es zum zweiten Stadium, das durch Schwellungen der Lymphknoten, Fieber, Kopf- und Gliederschmerzen sowie fleckige, juckende Hautausschläge, Schwellungen am Körper und Gewichtsverlust gekennzeichnet sein kann. Das dritte Stadium ist erreicht, wenn nach Wochen oder mehr als einem Jahr das Zentralnervensystem befallen ist und es zu schweren Schlafstörungen mit Schlaflosigkeit sowie zu Störungen der Körperkoordination, der Sprache und der Nahrungsaufnahme kommt. Gegen die Schlafkrankheit gibt es derzeit noch keinen Impfstoff und unbehandelt endet die Krankheit oft tödlich.
Es werden zwei Erreger der afrikanischen Schlafkrankheit unterschieden, die von unterschiedlichen Untergruppen der Tsetsefliegen übertragen werden: Trypanosoma brucei rhodesiense, den Erreger der ostafrikanischen Schlafkrankheit, und Trypanosoma brucei gambiense, den Erreger der westafrikanischen, nur beim Menschen auftretenden Schlafkrankheit (Allesamt benannt nach David Bruce). Überträger der westafrikanischen Form ist die so genannte Palpalis-Gruppe, deren Vertreter sich bevorzugt in den Uferwäldern von Seen und Flüssen aufhalten. Die ostafrikanische Form der Schlafkrankheit wird von der Morsitans-Gruppe übertragen, deren Vertreter im trockenen Busch leben.

## Bekämpfung
Mit unterschiedlich gestalteten speziellen Tsetsefallen gelingt eine gewisse Überwachung und Einschränkung der Tsetse-Populationen. Im tropischen Gürtel Afrikas sind nunmehr durch das SIT-Verfahren (Sterile-Insekten-Technik, meint Schädlingskontrolle durch Sterilisation) erste Erfolge im Kampf gegen Tsetsefliegen zu verzeichnen. Mit einem IAEO-Projekt ist es gelungen, die Tsetsefliegen auf Sansibar auszurotten. Eine ausreichende Rinderhaltung zur Milch- und Fleischproduktion ist dort inzwischen möglich geworden. Die Erfolge im Kampf gegen die Tsetsefliegen haben zusätzlich die Hoffnung genährt, das SIT-Verfahren auch für die Bekämpfung der Anopheles-Mücken erfolgreich anzuwenden. Anzumerken ist allerdings, dass SIT nur nach vorheriger Herabsetzung der Fliegendichte mittels Insektiziden und Fallen sinnvoll ist. Die Erfolge von SIT auf Sansibar sind auf dem Festland sehr wahrscheinlich nicht erreichbar, weil es immer wieder zu Einwanderung von Fliegen aus anderen Gebieten kommen kann. Die Ausrottung der Tsetsefliegen in ganz Afrika würde die kontinuierliche Zusammenarbeit aller betroffenen Staaten und deren eigene Stabilität erfordern. Grundlage einer gezielten Tsetse-Bekämpfung sind also wirtschaftlicher und politischer Natur. Auch wäre zu prüfen, ob eine vorsätzliche, totale Ausrottung einer Art überhaupt ethisch vertretbar wäre, oder ob nicht die Kontrolle der Verbreitungsgebiete durch die betroffene Bevölkerung mit der Unterstützung der Vereinten Nationen erstrebenswerter wäre.

## Arten
- Die Savannen-Fliegen: (Untergattung Morsitans):
  - Glossina austeni (Newstead, 1912)
  - Glossina longipalpis (Wiedemann, 1830)
  - Glossina morsitans centralis (Machado, 1970)
  - Glossina morsitans morsitans (Wiedemann, 1850)
  - Glossina morsitans submorsitans (Newstead, 1911)
  - Glossina pallidipes (Austen, 1903)
  - Glossina swynnertoni (Austen, 1923)
- Die Wald-Fliegen: (Untergattung Fusca, früher Austenia genannt):
  - Glossina brevipalpis (Newstead, 1911)
  - Glossina fusca congolensis (Newstead & Evans, 1921)
  - Glossina fusca fusca (Walker, 1849)
  - Glossina fuscipleuris (Austen, 1911)
  - Glossina frezili (Gouteux, 1987)
  - Glossina haningtoni (Newstead & Evans, 1922)
  - Glossina longipennis (Corti, 1895)
  - Glossina medicorum (Austen, 1911)
  - Glossina nashi (Potts,1955)
  - Glossina nigrofusca hopkinsi (Van Emden, 1944)
  - Glossina nigrofusca nigrofusca (Newstead, 1911)
  - Glossina severini (Newstead, 1913)
  - Glossina schwetzi (Newstead & Evans, 1921)
  - Glossina tabaniformis (Westwood, 1850)
  - Glossina vanhoofi (Henrard, 1952)
- Die Flussnahen Fliegen: (Untergattung Palpalis, früher Nemorhina genannt):
  - Glossina caliginea (Austen, 1911)
  - Glossina fuscipes fuscipes (Newstead, 1911)
  - Glossina fuscipes martinii (Zumpt, 1935)
  - Glossina fuscipes quanzensis (Pires, 1948)
  - Glossina pallicera pallicera (Bigot, 1891)
  - Glossina pallicera newsteadi (Austen, 1929)
  - Glossina palpalis palpalis (Robineau-Desvoidy, 1830)
  - Glossina palpalis gambiensis (Vanderplank, 1911)
  - Glossina tachinoides (Westwood, 1850)